# G.I.ジョー (映画)
『G.I.ジョー』（ジー・アイ・ジョー、原題: G.I. Joe: The Rise of Cobra）は、2009年のアメリカ映画。人気玩具『G.I.ジョー』のアニメ版である『地上最強のエキスパートチーム G.I.ジョー』をベースとした実写作品。監督は『ハムナプトラ』シリーズを監督したスティーヴン・ソマーズ。製作費は1億7500万ドル。
原作本来の設定ではG.I.ジョーチームはアメリカ軍の特殊部隊であるが、本作においては世界各国の協力の下に構成された国際混成部隊とされている。鷲をモチーフにした専用エンブレムの存在も含め、1986年に日本でも放映されたアニメシリーズに付加された設定と共通している。

## あらすじ
世界征服をたくらむ悪の組織“コブラ”に、“ナノマイト”が武器商人デストロの手により脅威の兵器として渡ってしまう。元々はガン細胞破壊のために作られた治療薬だった“ナノマイト”だったが、あらゆるものを破壊してしまう威力を持っていたため、コブラ達がこれを利用しようと企んでいるのだ。そんなコブラを食い止めようとアメリカ政府が送り込んだのは、世界各国から集められた地上最強のエキスパートチーム“G.I.ジョー”であった。

## キャスト
※括弧内は日本語吹替
G.I.ジョー
- コンラッド・ハウザー / デューク - チャニング・テイタム（小松史法）
- シャナ・M・オハラ / スカーレット - レイチェル・ニコルズ（岡寛恵）
- ウォーレス・ウィームズ / リップコード - マーロン・ウェイアンズ（落合弘治）
- スネークアイズ - レイ・パーク（台詞なし）
- ハーシェル・ダルトン / ヘビーデューティ - アドウェール・アキノエ＝アグバエ（楠大典）
- アベル・シャズ / ブレーカー - サイード・タグマウイ（千々和竜策）
- コートニー・クリーガー / カバーガール - カロリナ・クルコヴァ（牛田裕子）
- クレインド・アバナシー司令官 / ホーク - デニス・クエイド（原康義）
- ジェフリー・ストーン4世 / ストーン軍曹 - ブレンダン・フレイザー（カメオ出演）

コブラ
- ジェームズ・マッカラン / デストロ - クリストファー・エクルストン（家中宏）
- レックスフォード・G・"レックス"・ルイス / ドクター / コブラコマンダー - ジョセフ・ゴードン＝レヴィット（土田大）
- アナ・ルイス / アナスタシア・ディコブレイ / バロネス - シエナ・ミラー（園崎未恵）
- トーマス・アラシカゲ / ストームシャドー - イ・ビョンホン（阪口周平）
- ザルタン - アーノルド・ヴォスルー
- Dr.マインドベンダー - ケヴィン・J・オコナー（カメオ出演）（村治学）

その他の登場人物
- アメリカ合衆国大統領 - ジョナサン・プライス（糸博）

## スタッフ
- 監督 = スティーヴン・ソマーズ
- 製作総指揮 = スティーヴン・ソマーズ、デヴィッド・ウォマーク、ゲイリー・バーバー、ロジャー・バーンバウム、エリク・ハウサム
- 製作 = ロレンツォ・ディ・ボナヴェンチュラ、ブライアン・ゴールドナー、ボブ・ダクセイ
- 脚本 = スチュアート・ビーティー、デヴィッド・エリオット、ポール・ラヴェット
- 出演者 = チャニング・テイタム
- 音楽 = アラン・シルヴェストリ
- 撮影 = ミッチェル・アムンドセン
- 編集 = ボブ・ダクセイ、ジム・メイ
- 衣装デザイン = エレン・マイロニック
- キャスティング = ナンシー・ビショップ、ロンナ・クレス
- VFX = デジタル・ドメイン、ムービング・ピクチャー・カンパニー、フレームストア、他全10社。
- 製作スタジオ = パラマウント映画、スパイグラス・エンターテインメント、ハズブロ、ディ・ボナヴェンチュラ・ピクチャーズ

## 評価
2009年8月7日 にアメリカ、日本、他主要国で同日公開された。アメリカでは公開3日間で興行収入5471万ドルを稼ぎ、初登場1位を記録した。このヒットを受けて早々に続編が製作された。日本では初登場5位にとどまっている。
だが、第30回ゴールデンラズベリー賞では最低作品賞、最低リメイク及び続編賞など6部門にノミネートされ、シエナ・ミラーは最低助演女優賞を受賞してしまった。

## Blu-ray/DVD
2009年12月11日にパラマウント ジャパンよりBlu-ray Disc/DVDの2フォーマットをリリース。
- Blu-ray
  - G.I.ジョー スペシャル・コレクターズ・エディション

- DVD
  - G.I.ジョー